# Albert Alexandre Lefebvre
Albert Alexandre Jacques Marie Ghislain Lefebvre (Brussel, 23 maart 1854 - Blaasveld, 18 november 1911) was een Belgisch politicus voor de Katholieke Partij.

## Biografie
Jonkheer Albert Alexandre Lefebvre was de tweede van de veertien kinderen van diplomaat, advocaat en volksvertegenwoordiger Louis Lefebvre (1824-1889) en Marie Wouters de Jauche (1827-1902). Hij was een kleinzoon van Albert Lefebvre, advocaat, lid van het Nationaal Congres, volksvertegenwoordiger en raadsheer in het Hof van Cassatie, en Alexandre Wouters de Jauche, burgemeester van Blaasveld. Zelf bleef hij vrijgezel.
Hij promoveerde tot doctor in de rechten (1877) aan de Katholieke Universiteit Leuven en vestigde zich als advocaat in Blaasveld bij Mechelen. Hij was tussen 1899 en 1911 vijfmaal stafhouder van de balie van Mechelen.
Hij was provincieraadslid (1885-1889) en werd gemeenteraadslid en burgemeester van Blaasveld van 1886 tot aan zijn dood. Als burgemeester volgde hij zijn grootvader Alexandre Wouters de Jauche op. Zijn broer Ludovic (1867-1944) volgde hem op als burgemeester. Na Ludovic werd een jongere broer, Anatole (1874-1958), burgemeester. Ook die twee broers bleven vrijgezel. Het burgemeestersambt in Blaasveld bleef van 1830 tot 1958 onafgebroken in handen van de families Wouters de Jauche en Lefebvre.
In 1889 volgde Albert zijn vader op als katholiek volksvertegenwoordiger voor het arrondissement Mechelen en vervulde dit mandaat tot aan zijn dood. Hij werd opgevolgd door zijn broer Charles Lefebvre (1861-1936), burgemeester van Ruisbroek.